# Тамара Милетић
Тамара Милетић (Дрвар, 1. мај 1932 — Београд, 6. април 2014) била је српска филмска, телевизијска и позоришна глумица.

## Биографија
Тамара је рођена у Дрвару 1. маја 1932. године. Глуму је дипломирала на Позоришној академији у Београду 1953. године. Своју каријеру је започела епизодном улогом 1954. у филму Сумњиво лице. После чега остварује неколико значајних и запажених улога а за филмове Дјевојка и храст је награђена златном ареном у Пули, док је за филм Само људи добила награду публике Славица. У последњим годинама се није појављивала на филму играла је само у Београдском драмском позоришту. Преминула је 6. априла 2014. у Београду.

## Филмографија
|                   | 1950▼ | 1960▼ | 1970▼ | 1980▼ | 2000▼ | Укупно |
| ----------------- | ----- | ----- | ----- | ----- | ----- | ------ |
| Дугометражни филм | 5     | 6     | 2     | 0     | 1     | 14     |
| ТВ филм           | 3     | 7     | 1     | 0     | 0     | 11     |
| ТВ серија         | 0     | 2     | 3     | 1     | 0     | 6      |
| Кратки филм       | 1     | 0     | 0     | 0     | 0     | 1      |
| Укупно            | 9     | 15    | 6     | 1     | 1     | 32     |

| Год.       | Назив                        | Улога               |
| ---------- | ---------------------------- | ------------------- |
| 1950.е▲    |                              |                     |
| 1954.      | Сумњиво лице                 | Марица Пантић       |
| 1955.      | Дјевојка и храст             | Смиља               |
| 1955.      | Дјевојка и храст Кратки филм |                     |
| 1956.      | Под сумњом                   | Вероника            |
| 1957.      | Само људи                    | Љубица Ромић Буба   |
| 1957.      | Туђа земља                   |                     |
| 1958.      | Мати (ТВ филм)               |                     |
| 1959.      | Три Аморове стреле           |                     |
| 1959.      | Љубавно писмо                |                     |
| 1960.е▲    |                              |                     |
| 1960.      | X-25 јавља                   | Хилде Крамер        |
| 1961.      | Ленклос                      | Ана                 |
| 1962.      | Козара                       | Злата               |
| 1962.      | Крст Ракоц                   |                     |
| 1963.      | Два пресудна дана            | Анастасија          |
| 1963.      | Ћутљива жена                 |                     |
| 1964.      | Оне и он                     |                     |
| 1964.      | Човек из храстове шуме       | Црноберзијанка      |
| 1964.      | Право стање ствари           | Бранкина другарица  |
| 1965.      | Тај дуги, дуги пут           |                     |
| 1965.      | Јадни мој Арбат              |                     |
| 1964-1966. | Код судије за прекршаје      |                     |
| 1967.      | Летови који се памте         |                     |
| 1968.      | Тим који губи (ТВ)           |                     |
| 1969.      | Непријатељ народа            |                     |
| 1970.е▲    |                              |                     |
| 1970.      | Лилика                       | Мајка               |
| 1971.      | Чедомир Илић                 | Драга Машин         |
| 1971.      | Цео живот за годину дана     | Тања Вулетић        |
| 1971.      | Дон Кихот и Санчо Панса      | Антонија / Принцеза |
| 1972.      | Девојка са Космаја           | Милена              |
| 1972.      | Изданци из опаљеног грма     |                     |
| 1980.е▲    |                              |                     |
| 1987.      | Бољи живот                   |                     |
| 2000.е▲    |                              |                     |
| 2004.      | Пољупци                      | Пишчева жена        |